# 4223 Shikoku
4223 Shikoku este un asteroid din centura principală, descoperit pe 7 mai 1988 de Tsutomu Seki.